# Trupanea imperfecta
Trupanea imperfecta
 es una especie de insecto díptero que Daniel William Coquillett describió científicamente por primera vez en el año 1902.
Esta especie pertenece al género Trupanea de la familia Tephritidae.